# Meter-Klasse

Französische 12mR-Yacht French Kiss, die letzte Generation von 12mR-Yachten, gezeichnet 1986 von Philippe Briand

Größenverhältnis Olympiaklassen 6mR, 8mR, 10mR, 12mR (1912)

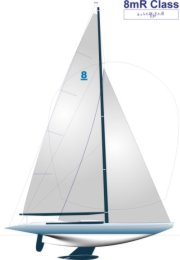
Seitenriss einer modernen 8mR-Yacht

Am 12. Juni 1906 vereinbarten die europäischen Segelnationen in London die International Rule. Während einer zweiten Konferenz im selben Jahr in Berlin wurde die Formel um präzise Bauvorschriften ergänzt. Im Rahmen einer dritten Konferenz im Oktober 1907 in Paris wurden die Segelanweisungen vereinbart und die International Yacht Racing Union (IYRU) gegründet.
Die First Rule galt ab dem 1. Januar 1908 zunächst für 10 Jahre und beschrieb die erste Formel der Meter-Klasse. In diese Formel gehen die Werte Schiffslänge, Schiffsbreite, Wasserlänge, Tiefgang, Freibord und Segelfläche ein. Nach Einsetzen der entsprechenden Werte erhält man als Ergebnis eine feste Zahl z. B. 12. Diese Yacht hat dann den Rennwert 12mR.
Nach ihr konstruierte Meteryachten lassen sich am Segelzeichen erkennen: 23mR-Yachten trugen früher ein B im Groß, 19mR-Yachten ein C, 15mR-Yachten ein D, 12mR-Yachten ein E und so weiter. Für die Megayachten der Big Class ist ein A jenseits der International Rule. Die heute gebräuchlichen Segelzeichen sind allerdings schlicht: 5.5 / 6 / 8 und 12.
Yachten der jeweiligen Meter-Klassen segeln vergütungsfrei (siehe Ausgleichsklasse) gegeneinander. Alte und neue Yachten könnten direkt gegeneinander segeln, wobei die älteren Schiffe durchaus die Neubauten schlagen könnten. Allerdings werden heute in der Regel separate Klassements in den Classic- und Modern- Divisionen ausgesegelt. In der 5.5mR Klasse gibt es drei Divisionen: Classic (vor 1970), Evolution (1970–1990) und Modern.

## Meter-Klassen
- 2.4mR olympisch (Paralympische Spiele) seit 2000
- 4mR in der Schweiz 15m2 SNS
- 5mR
- 5,5mR (5.5m IC)
- 6mR olympisch von 1908 bis 1952
- 7mR olympisch 1908 und 1920
- 8mR olympisch von 1908 bis 1936
  - siehe auch: Germania III, Germania IV
- 10mR
- 12mR olympisch von 1908 bis 1920, America’s Cup von 1958 bis 1987
  - siehe auch: Anita, Sphinx, Nyala, Heti
- 15mR
- 19mR
- 23mR

## Galerie

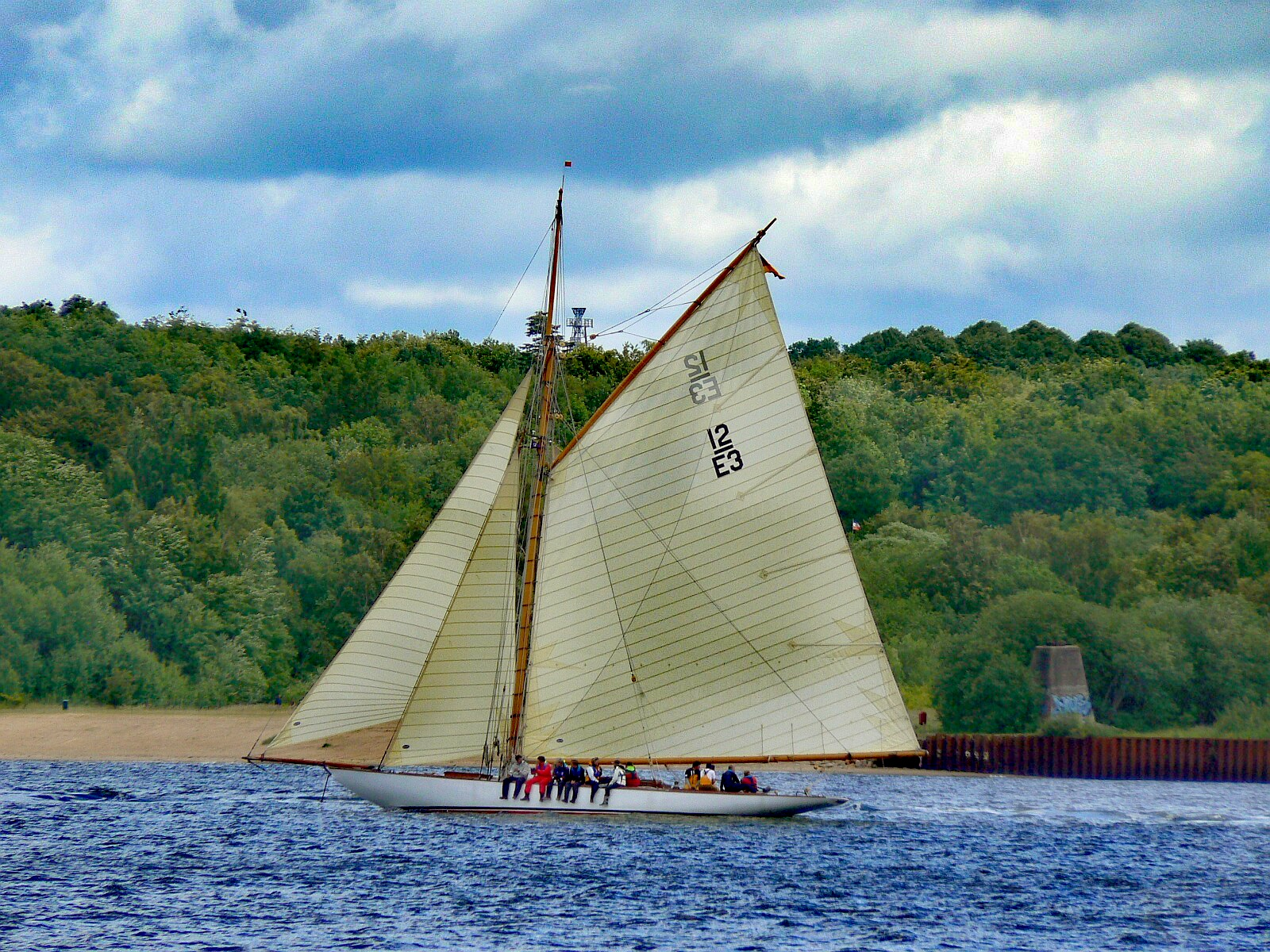
12mR-Yacht Heti
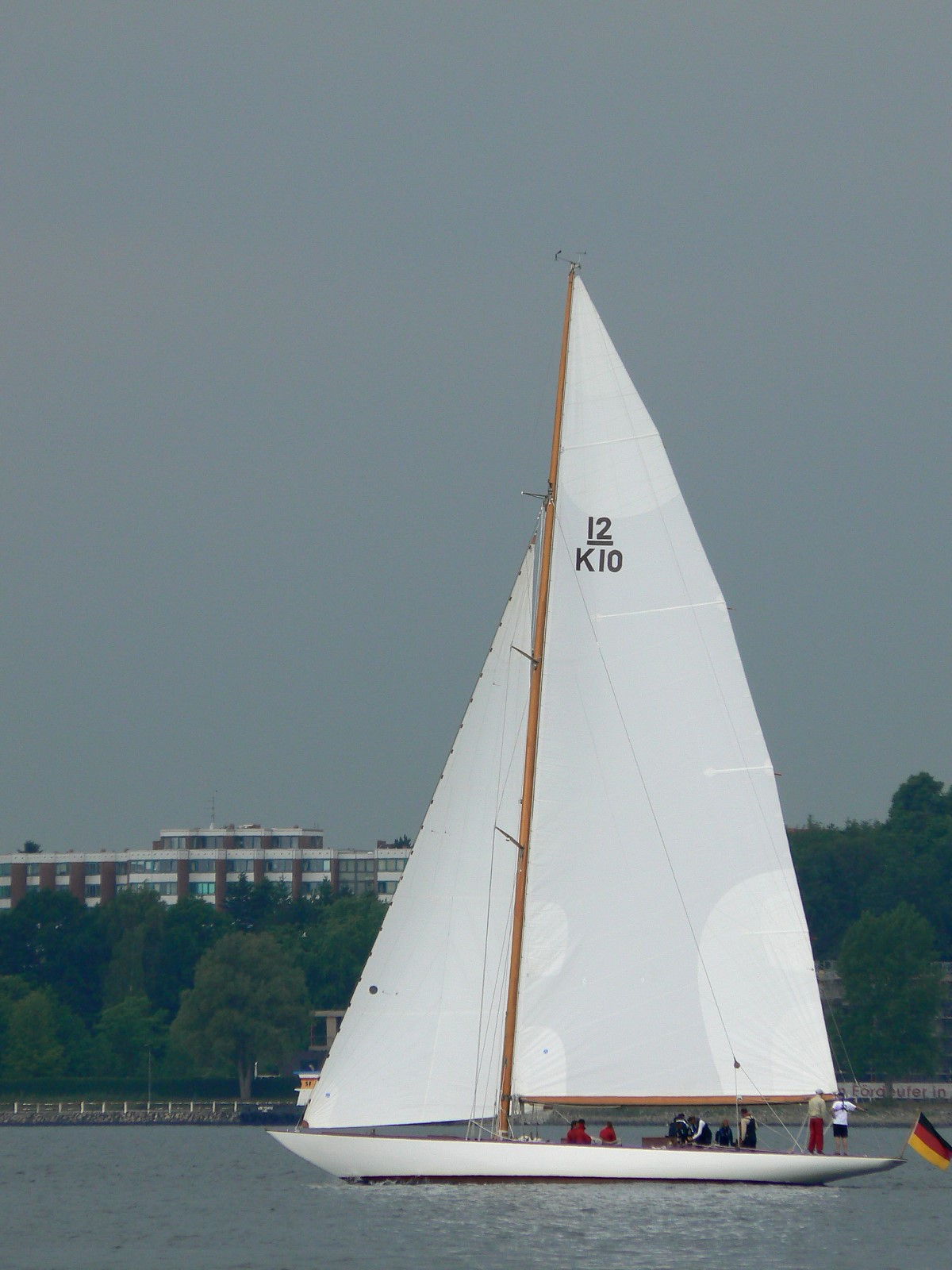
12mR-Yacht Trivia
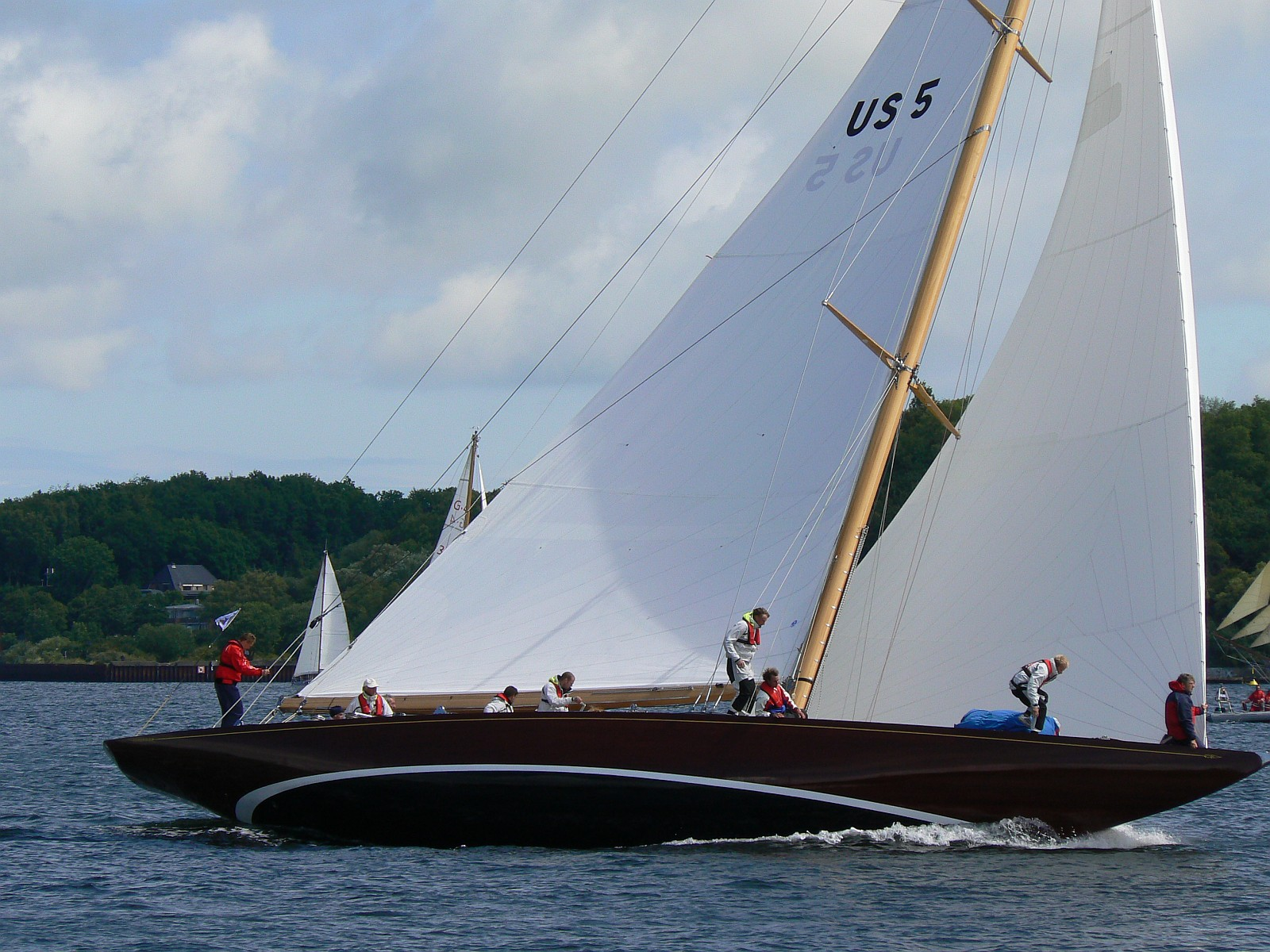
12mR-Yacht Anitra
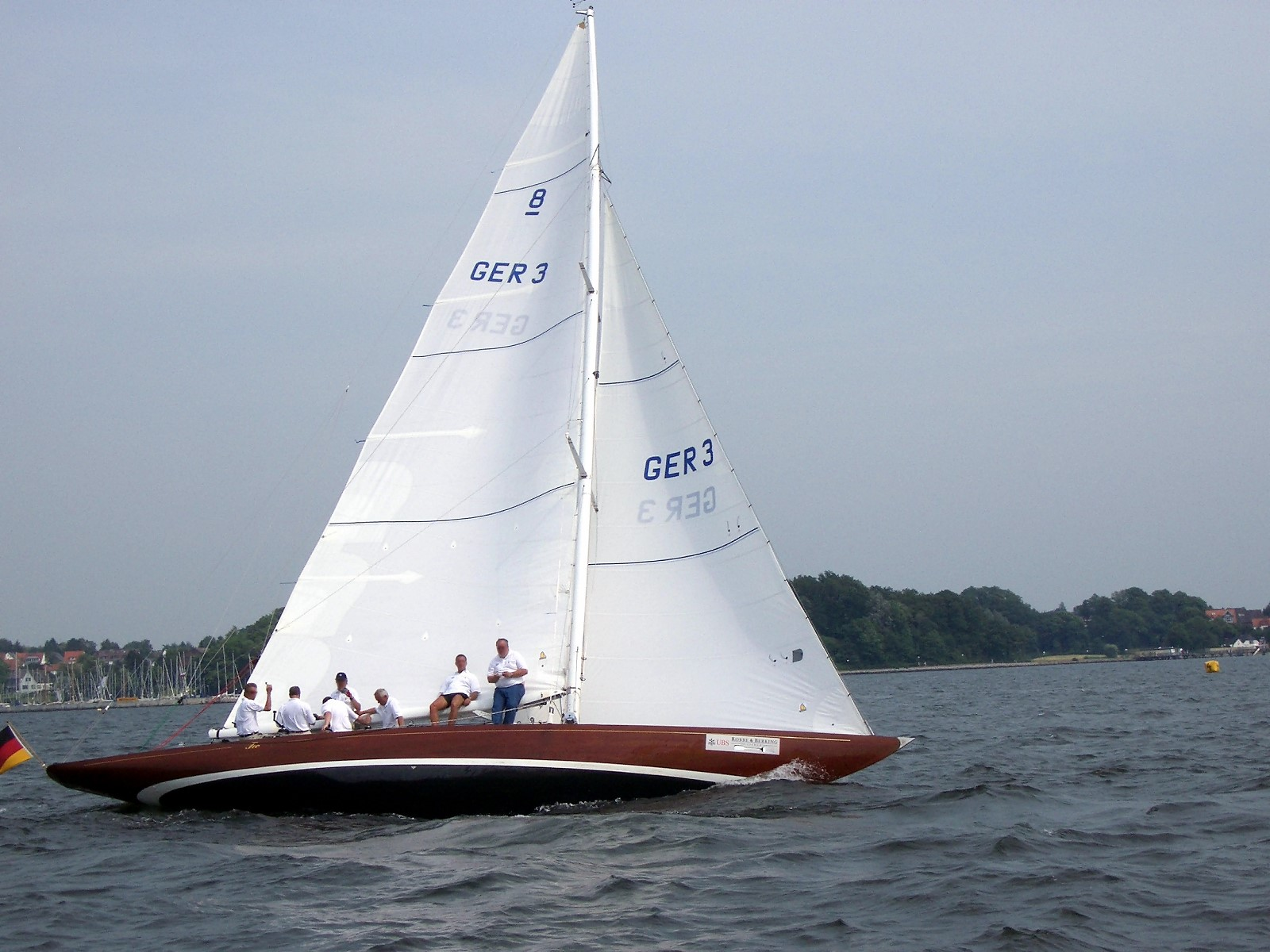
8mR-Yacht Feo
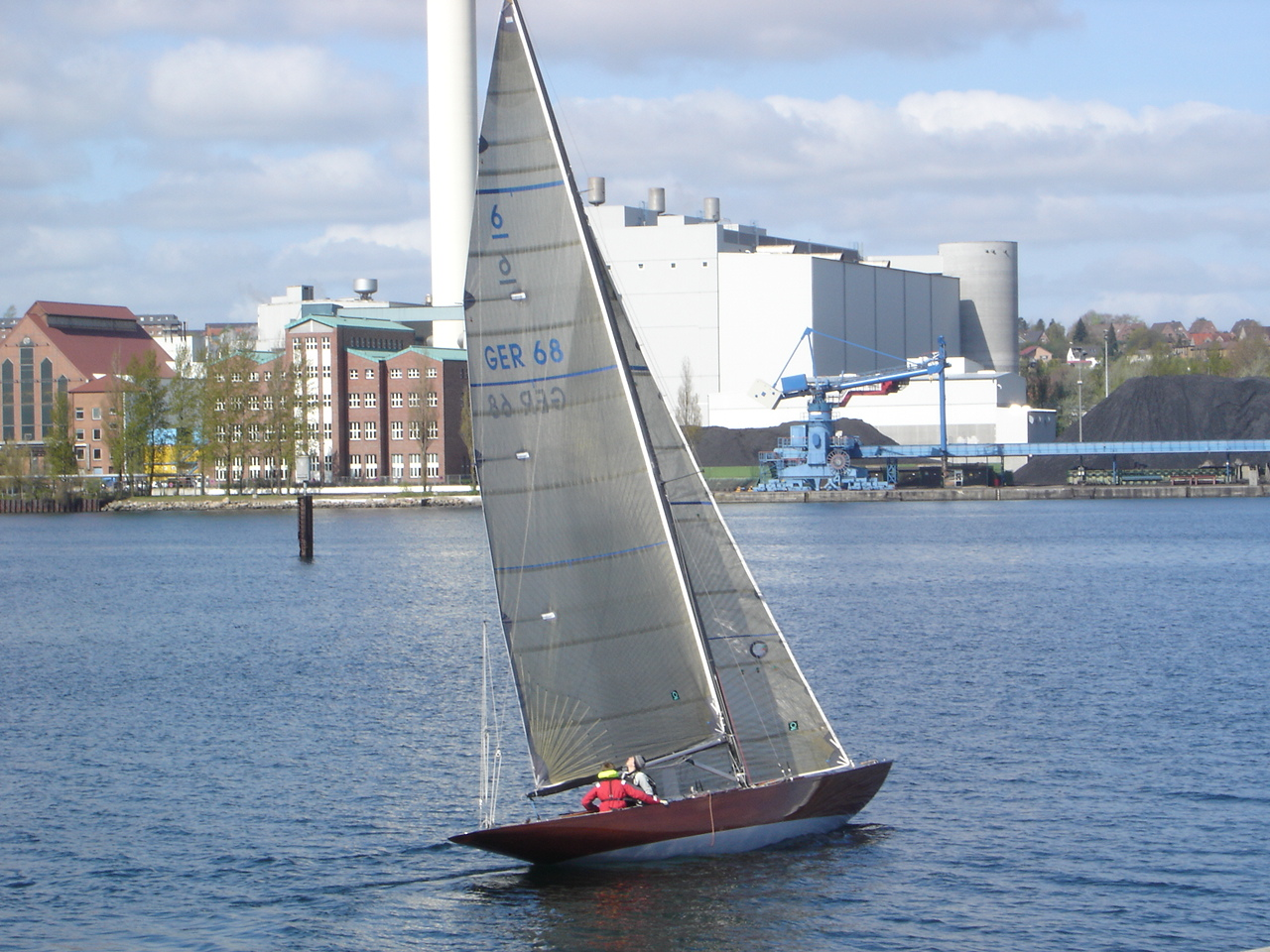
6mR-Yacht Lillevi
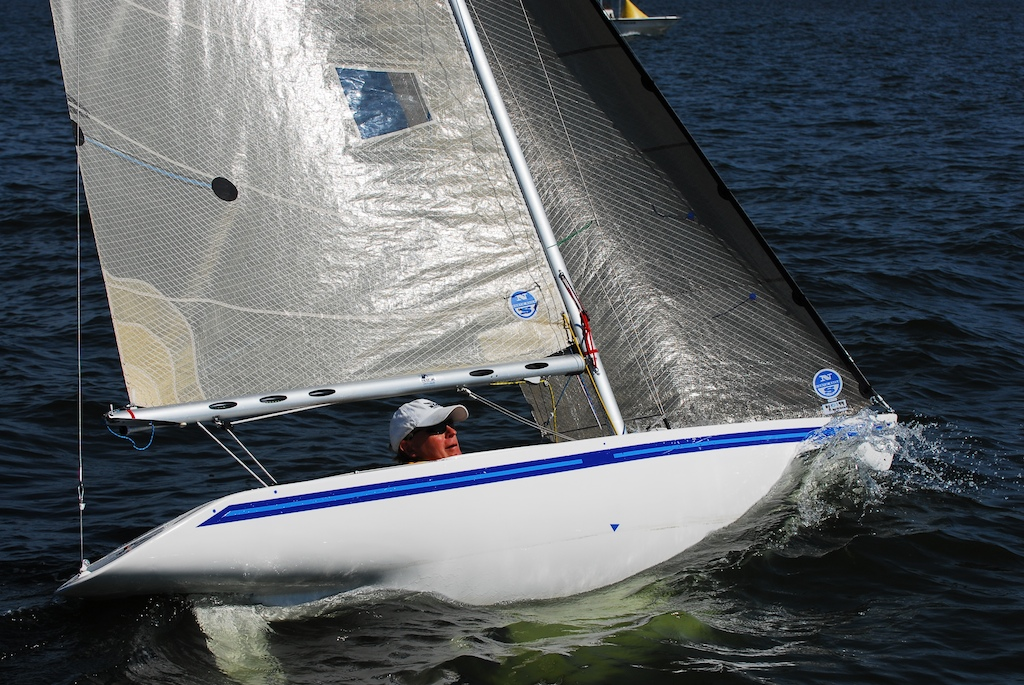
2.4mR-Yacht, 2008